# 25.º aniversario
25° aniversario es el cuarto álbum en vivo de la banda argentina de blues rock Memphis La Blusera, fue publicado bajo los sellos discográficos Sony BMG, Tocka Discos y Pelo Music el 9 de noviembre de 2004 en CD, y en 2007 en DVD.

## Contexto
El álbum fue grabado en vivo en el Estadio Luna Park de Buenos Aires el 16 de noviembre de 2002 en un concierto especial de la blusera, el cual duró 1:40:48 con presentación de la banda y más de 24 canciones.

## Lista de canciones

### CD 1
| N.º | Título                        | Escritor(es) | Duración |  |
| 1.  | «Blues de las 6 y 30»         |              | 4:35     |  |
| 2.  | «La flor más bella»           |              | 2:54     |  |
| 3.  | «Perro llorón»                |              | 4:01     |  |
| 4.  | «Ya no me toques»             |              | 5:34     |  |
| 5.  | «Exactamente medianoche»      |              | 5:17     |  |
| 6.  | «Pálido y duro»               |              | 4:03     |  |
| 7.  | «Tonto rompecabezas»          |              | 5:49     |  |
| 8.  | «Montón de nada»              |              | 5:53     |  |
| 9.  | «Sopa de letras»              |              | 4:25     |  |
| 10. | «Gin y cerveza»               |              | 3.53     |  |
| 11. | «A punto de estallar de amor» |              | 6:33     |  |

### CD 2
| N.º | Título                           | Escritor(es) | Duración |  |
| 1.  | «Vuelvo a casa mamá»             |              | 3:06     |  |
| 2.  | «Booggie de la valija»           |              | 4:25     |  |
| 3.  | «Blues del tren»                 |              | 3:40     |  |
| 4.  | «Moscato, pizza y fainá»         |              | 4:10     |  |
| 5.  | «Nunca tuve tanto Blues»         |              | 5:09     |  |
| 6.  | «Se necesita»                    |              | 9:12     |  |
| 7.  | «Seducidos por papi Lucifer»     |              | 2:32     |  |
| 8.  | «Nena seguí de largo»            |              | 4:47     |  |
| 9.  | «La bifurcada»                   |              | 7:37     |  |
| 10. | «Rodar o morir»                  |              | 4:55     |  |
| 11. | «Que la vida siga (Bonus track)» |              | 4:32     |  |

### DVD
1. Blues de las 6 y 30
2. Perro llorón
3. Ya no me toques
4. Exactamente medianoche
5. Pálido y duro
6. Tonto rompecabezas
7. Montón de nada
8. Sopa de letras
9. Gin y cerveza
10. A punto de estallar de amor
11. Vuelvo a casa mamá
12. Booggie de la valija
13. Blues del tren
14. Moscato, pizza y fainá
15. Nunca tuve tanto Blues
16. Se necesita
17. Seducidos por papi Lucifer
18. Nena seguí de largo
19. La bifurcada
20. Rodar o morir

- Bonus Track

1. La bifurcada (1985)
2. Lo mismo boggie (1998)
3. Blues de Rosario (1992)
4. La última lágrima (1998)

## Premios y nominaciones
| Año  | Premio                | Categoría                 | Resultado |
| ---- | --------------------- | ------------------------- | --------- |
| 2005 | Premios Carlos Gardel | Mejor Álbum Grupo de Rock | Nominado  |